# 1993-as fedett pályás atlétikai világbajnokság
Az 1993-as fedett pályás atlétikai világbajnokságot Torontóban, Kanadában rendezték március 12. és március 14. között. A vb-n 26 versenyszámot rendeztek. Négy versenyszám hivatalosan nem volt része a világbajnokságnak.

## A magyar sportolók eredményei
Magyarország a világbajnokságon hat sportolóval képviseltette magát.

## Éremtáblázat
(A táblázatban a rendező nemzet eltérő háttérszínnel kiemelve.)
| Helyezés | Nemzet             | Arany | Ezüst | Bronz | Összesen |
| 1.       | Oroszország        | 6     | 4     | 3     | 13       |
| 2.       | Egyesült Államok   | 5     | 4     | 5     | 14       |
| 3.       | Nagy-Britannia     | 2     | 2     | 1     | 5        |
| 4.       | Kuba               | 2     | 0     | 1     | 3        |
| 5.       | Kanada             | 2     | 0     | 0     | 2        |
| 5.       | Jamaica            | 2     | 0     | 0     | 2        |
| 7.       | Románia            | 1     | 2     | 0     | 3        |
| 8.       | Franciaország      | 1     | 1     | 2     | 4        |
| 9.       | Ukrajna            | 1     | 0     | 4     | 5        |
| 10.      | Olaszország        | 1     | 0     | 1     | 2        |
| 10.      | Svájc              | 1     | 0     | 1     | 2        |
| 12.      | Bulgária           | 1     | 0     | 0     | 1        |
| 12.      | Írország           | 1     | 0     | 0     | 1        |
| 12.      | Mozambik           | 1     | 0     | 0     | 1        |
| 15.      | Ausztrália         | 0     | 3     | 1     | 4        |
| 15.      | Németország        | 0     | 3     | 1     | 4        |
| 17.      | Burundi            | 0     | 1     | 0     | 1        |
| 17.      | Kazahsztán         | 0     | 1     | 0     | 1        |
| 17.      | Lettország         | 0     | 1     | 0     | 1        |
| 17.      | Namíbia            | 0     | 1     | 0     | 1        |
| 17.      | Nigéria            | 0     | 1     | 0     | 1        |
| 17.      | Lengyelország      | 0     | 1     | 0     | 1        |
| 17.      | Svédország         | 0     | 1     | 0     | 1        |
| 17.      | Trinidad és Tobago | 0     | 1     | 0     | 1        |
| 25.      | Bermuda            | 0     | 0     | 1     | 1        |
| 25.      | Kína               | 0     | 0     | 1     | 1        |
| 25.      | Japán              | 0     | 0     | 1     | 1        |
| 25.      | Katar              | 0     | 0     | 1     | 1        |
| 25.      | Horvátország       | 0     | 0     | 1     | 1        |
| 25.      | Spanyolország      | 0     | 0     | 1     | 1        |
| Összesen | Összesen           | 27    | 27    | 26    | 80       |

## Érmesek
- WR – világrekord
- CR – világbajnoki rekord
- AR – kontinens rekord
- NR – országos rekord
- PB – egyéni rekord
- WL – az adott évben aktuálisan a világ legjobb eredménye
- SB – az adott évben aktuálisan az egyéni legjobb eredmény

### Férfi
| Versenyszám      | Arany                                                                        | Arany      | Ezüst                                                                         | Ezüst      | Bronz                                                                      | Bronz    |
| ---------------- | ---------------------------------------------------------------------------- | ---------- | ----------------------------------------------------------------------------- | ---------- | -------------------------------------------------------------------------- | -------- |
| 60 m             | Bruny Surin · Kanada                                                         | 6,50 CR    | Frankie Fredericks · Namíbia                                                  | 6,51 NR    | Talal Mansour · Katar                                                      | 6,57     |
| 200 m            | James Trapp · Egyesült Államok                                               | 20,63      | Damien Marsh · Ausztrália                                                     | 20,71      | Kevin Little · Egyesült Államok                                            | 20,72    |
| 400 m            | Butch Reynolds · Egyesült Államok                                            | 45,26 CR   | Sunday Bada · Nigéria                                                         | 45,75      | Darren Clark · Ausztrália                                                  | 46,45    |
| 800 m            | Tom McKean · Nagy-Britannia                                                  | 1:47,29    | Charles Nkazamyampi · Burundi                                                 | 1:47,62    | Nico Motchebon · Németország                                               | 1:48,15  |
| 1500 m           | Marcus O'Sullivan · Írország                                                 | 3:45,00    | David Strang · Nagy-Britannia                                                 | 3:45,30    | Branko Zorko · Horvátország                                                | 3:45,39  |
| 3000 m           | Gennaro Di Napoli · Olaszország                                              | 7:50,26    | Eric Dubus · Franciaország                                                    | 7:50,57    | Enrique Molina · Spanyolország                                             | 7:51,10  |
| 60 m gát         | Mark McKoy · Kanada                                                          | 7,41 CR    | Colin Jackson · Nagy-Britannia                                                | 7,43       | Tony Dees · Egyesült Államok                                               | 7,43     |
| Magasugrás       | Javier Sotomayor · Kuba                                                      | 241 cm     | Patrik Sjöberg · Svédország                                                   | 239 cm     | Steve Smith · Nagy-Britannia                                               | 237 cm   |
| Rúdugrás         | Rogyion Gataullin · Oroszország                                              | 590 cm     | Grigorij Jegorov · Kazahsztán                                                 | 580 cm     | Jean Galfione · Franciaország                                              | 580 cm   |
| Távolugrás       | Iván Pedroso · Kuba                                                          | 823 cm     | Joe Greene · Egyesült Államok                                                 | 813 cm     | Jaime Jefferson · Kuba                                                     | 798 cm   |
| Hármasugrás      | Pierre Camara · Franciaország                                                | 17,59 m CR | Māris Bružiks · Lettország                                                    | 17,36 m    | Brian Wellman · Bermuda                                                    | 17,27 m  |
| Súlylökés        | Mike Stulce · Egyesült Államok                                               | 21,27 m    | Jim Doehring · Egyesült Államok                                               | 21,08 m    | Olekszandr Bahacs · Ukrajna                                                | 20,63 m  |
| 5000 m gyaloglás | Mihail Scsennikov · Oroszország                                              | 18:32,10   | Robert Korzeniowski · Lengyelország                                           | 18:35,91   | Mihail Orlov · Oroszország                                                 | 18:43,48 |
| 4 × 400 m váltó  | Egyesült Államok · Darnell Hall · Brian Irvin · Jason Rouser · Danny Everett | 3:04,20    | Trinidad és Tobago · Daziel Jules · Alvin Daniel · Neil de Silva · Ian Morris | 3:07,02 NR | Japán · Masayoshi Kan · Seiji Inagaki · Yoshihiko Saito · Hiroyuki Hayashi | 3:07,30  |

### Női
| Versenyszám      | Arany                                                                               | Arany       | Ezüst                                                                                  | Ezüst    | Bronz                                         | Bronz    |
| ---------------- | ----------------------------------------------------------------------------------- | ----------- | -------------------------------------------------------------------------------------- | -------- | --------------------------------------------- | -------- |
| 60 m             | Gail Devers · Egyesült Államok                                                      | 6,95 CR     | Irina Privalova · Oroszország                                                          | 6,97     | Zsanna Tarnopolszkaja · Ukrajna               | 7,21     |
| 200 m            | Irina Privalova · Oroszország                                                       | 22,15 CR    | Melinda Gainsford · Ausztrália                                                         | 22,73    | Natalja Pomoscsnyikova-Voronova · Oroszország | 22,90    |
| 400 m            | Sandie Richards · Jamaica                                                           | 50,93 NR    | Tatyjana Alekszejeva · Oroszország                                                     | 51,03    | Jearl Miles · Egyesült Államok                | 51,37    |
| 800 m            | Maria Mutola · Mozambik                                                             | 1:57,55 CR  | Szvetlana Masztyerkova · Oroszország                                                   | 1:59,18  | Joetta Clark · Egyesült Államok               | 1:59,86  |
| 1500 m           | Jekatyerina Podkopajeva · Oroszország                                               | 4:09,29     | Violeta Beclea · Románia                                                               | 4:09,41  | Sandra Gasser · Svájc                         | 4:10,99  |
| 3000 m           | Yvonne Murray · Nagy-Britannia                                                      | 8:50,55     | Margareta Keszeg · Románia                                                             | 9:02,89  | Lynn Jennings · Egyesült Államok              | 9:03,78  |
| 60 m gát         | Julie Baumann · Svájc                                                               | 7,86        | LaVonna Martin · Egyesült Államok                                                      | 7,99     | Patricia Girard-Léno · Franciaország          | 8,01     |
| Magasugrás       | Sztefka Kosztadinova · Bulgária                                                     | 202 cm      | Heike Henkel · Németország                                                             | 202 cm   | Inha Babakova · Ukrajna                       | 200 cm   |
| Távolugrás       | Marieta Ilcu · Románia                                                              | 684 cm      | Susen Tiedtke · Németország                                                            | 684 cm   | Inesza Kravec · Ukrajna                       | 677 cm   |
| Hármasugrás      | Inesza Kravec · Ukrajna                                                             | 14,47 m CR  | Jolanda Csen · Oroszország                                                             | 14,36 m  | Inna Laszovszkaja · Oroszország               | 14,35 m  |
| Súlylökés        | Szvetlana Kriveljova · Oroszország                                                  | 19,57 m     | Stephanie Storp · Németország                                                          | 19,37 m  | Zhang Liuhong · Kína                          | 19,32 m  |
| 3000 m gyaloglás | Jelena Nyikolajeva · Oroszország                                                    | 11:49,73 CR | Kerry Saxby-Junna · Ausztrália                                                         | 11:53,82 | Ileana Salvador · Olaszország                 | 11:55,35 |
| 4 × 400 m váltó  | Jamaica · Deon Hemmings · Beverley Grant · Cathy Rattray-Williams · Sandie Richards | 3:32,32     | Egyesült Államok · Trevaia Williams · Terri Dendy · Dyan Webber · Natasha Kaiser-Brown | 3:32,50  | nem adták ki                                  |          |

## Nem hivatalos versenyszámok
| Versenyszám                                        | Arany                                                                         | Arany     | Ezüst                                                                              | Ezüst     | Bronz                                                                        | Bronz     |
| -------------------------------------------------- | ----------------------------------------------------------------------------- | --------- | ---------------------------------------------------------------------------------- | --------- | ---------------------------------------------------------------------------- | --------- |
| Férfi hétpróba                                     | Dan O'Brien · Egyesült Államok                                                | 6476 pont | Mike Smith · Kanada                                                                | 6279 pont | Eduard Hämäläinen · Fehéroroszország                                         | 6075 pont |
| Női ötpróba                                        | Liliana Nastase · Románia                                                     | 4686 pont | Urszula Włodarczyk · Lengyelország                                                 | 4667 pont | Birgit Clarius · Németország                                                 | 4641 pont |
| Férfi 1600 m váltó (800 m + 200 m + 200 m + 400 m) | Egyesült Államok · Mark Everett · James Trapp · Kevin Little · Butch Reynolds | 3:15,10   | Brazília · Gilmar dos Santos · André da Silva · Sidnei Telles · Eronilde de Araujo | 3:16,11   | Kanada · Freddie Williams · Ricardo Greenidge · Peter Ogilvie · Mark Jackson | 3:16,93   |
| Női 1600 m váltó (800 m + 200 m + 200 m + 400 m)   | Egyesült Államok · Joetta Clark · Wendy Vereen · Kim Batten · Jearl Miles     | 3:45,90   | Kanada · Donalda Duprey · Sonia Paquette · Mame Twumasi · Alanna Yakiwchuk         | 3:56,34   | nem adták ki                                                                 |           |